# T W E N T Y T H R E E
T W E N T Y T H R E E è Il primo album della cantante californiana Tristan Prettyman, pubblicato nell'agosto 2005 dall'etichetta discografica Virgin Records.
L'album è stato intitolato Twentythree per due ragioni: perché è stato pubblicato poco dopo il 23º compleanno della cantante e anche perché sia Tristan, che il suo fidanzato di allora Jason Mraz sono nati il 23 (rispettivamente il 23 maggio e il 23 giugno.
Il disco contiene i brani November e Song for the Rich, già apparsi precedentemente nel primo CD demo della cantante pubblicato nel 2002.

## Tracce
1. Love Love Love (Tristan Prettyman) – 3:25
2. Always Feel This Way (Prettyman) – 2:55
3. The Story (Prettyman) – 2:56
4. Electric (Prettyman) – 2:55
5. Shy That Way (Prettyman, Jason Mraz) – 3:31 (feat. Jason Mraz)
6. Please (Prettyman) – 3:10
7. Breathe (Prettyman) – 3:13
8. Song for the Rich (Prettyman) – 3:43
9. Smoke (Prettyman) – 3:45
10. Melting (Prettyman) – 3:37
11. Simple as It Should Be (Prettyman, Jesse Harris) – 3:49
12. Mess (Prettyman) – 3:50 (Bonus track iTunes)
13. November (Prettyman) – 3:23 (Bonus track iTunes)